# Operação Verde Brasil 2
A Operação Verde Brasil 2 foi uma operação executada em toda a Amazônia Legal visando ao combate, à prevenção e à repreensão de crimes ambientais, enfatizando-se as ações de combate a focos de incêndio e desmatamento ilegal. A operação foi criticada pelos seus altos custos e baixos resultados e foi, posteriormente classificada como um fracasso pelo vice-presidente Hamilton Mourão. Segundo o Instituto Nacional de Pesquisas Espaciais no período entre agosto de 2020 e julho de 2021, o Brasil perdeu a maior área de floresta desde 2006. Neste mesmo período, o total de autuações foi o menor da série histórica.
As atividades foram realizadas de maneira coordenada por integrantes das Agências e Órgãos de Fiscalização e Proteção Ambiental, Órgãos de Segurança Pública e Forças Armadas com o objetivo de preservar e proteger a Floresta Amazônica.
As ações desencadeadas pelas Forças Armadas visaram potencializar as ações dos órgãos de segurança pública e de proteção ambiental. Assim, ao longo da operação, foi prestado o apoio atuando integrados à Polícia Federal, Polícia Rodoviária Federal, Polícias Estaduais, IBAMA, ICMBio, FUNAI, Secretarias Estaduais do Meio Ambiente e correspondentes instituições de proteção ambiental.[carece de fontes?]
A Operação Verde Brasil 2 iniciou-se no dia 11 de maio de 2020, encerrando suas atividades no dia 30 de abril de 2021. Nos 354 dias de atuação ininterrupta, foram empregados cerca de 2,5 mil militares e agentes de órgãos de controle ambiental e de segurança pública. No total, houve mais de 105 mil inspeções, patrulhas navais, terrestres e aéreas.[carece de fontes?]

## Resultados
De acordo com o Ministério da Defesa, responsável pela Operação, foram apreendidos 506 mil metros cúbicos de madeira, 2.131 embarcações e 990 veículos e tratores. Foram, ainda, emitidos 335 autos de prisões em flagrante, apreendidos 751 kg de drogas, 123.565 armas e munições. Ao todo, 5.480 multas e termos de infração foram aplicados, somando R$ 3,3 bilhões. Segundo o Instituto Nacional de Pesquisas Espaciais (INPE) no período entre agosto de 2020 e julho de 2021, o Brasil perdeu a maior área de floresta desde 2006. Neste mesmo período, o total de autuações foi o menor da série histórica.
Depois de terem negado o desmatamento e diante dos dados oficiais do INPE, a operação foi classificada como um fracasso pelo vice-presidente Hamilton Mourão e pelo ministro-chefe do Gabinete de Segurança Institucional da Presidência general Augusto Heleno. Ao término da Operação, as ações de combate ao desmatamento e queimadas seguiram sob responsabilidade da Polícia Federal, Polícia Rodoviária Federal, do IBAMA, ICMBio e órgãos estaduais e municipais de proteção ao meio ambiente, com as Forças Armadas permanecendo prestando, mediante solicitação, apoio logístico, de comando e controle, inteligência e de instrução, no contexto do Plano Amazônia 2021/2022.[carece de fontes?]

## Críticas
Diversas ONGs e ambientalistas criticaram a Operação, argumentando contrariamente ao gasto considerado excessivo, cerca de R$ 410 milhões, de acordo com o Vice-Presidente Hamilton Mourão. Segundo Suely Araújo, ex-presidente do Ibama e especialista em políticas públicas na coalizão Observatório do Clima, “o recurso usado na operação foi mal empregado”, já que "como comparação, os gastos do Ibama para fiscalizações em todo o país não atingiram sequer R$ 80 milhões em 2020".
O editorial do Folha de S.Paulo considerou, inclusive, que os resultados da Operação eram um "fiasco".